# (21521) Hippalgaonkar
(21521) Hippalgaonkar (1998 KU55) – planetoida z pasa głównego asteroid okrążająca Słońce w ciągu 4,1 lat w średniej odległości 2,56 j.a. Odkryta 23 maja 1998 roku.